# Semiótica cultural
La semiótica cultural se centra en el estudio de los sistemas de significación creados por una cultura. Para Umberto Eco, la semiótica se convierte en una teoría general de la cultura y en último análisis un sustituto de la antropología cultural.[cita requerida]
Por otra parte, Howard Gardner, plantea que el dominio de los símbolos es idealmente adecuado para salvar la brecha entre antropología y biología en la comunicación. En su libro Estructuras de la mente diferencia las corrientes de simbolización, de las ondas y los canales, como bases del desarrollo de la inteligencia en una cultura.
Yuri Lotman es uno de los semiólogos que se ha centrado en la cultura. Acuñó el término semiosfera para hacer referencia a los sistemas de significación creados por la mente humana.